# Districtul Reguiba
Reguiba este un district din provincia El Oued, Algeria.